# HD30207
HD30207 — хімічно пекулярна зоря спектрального класу A1, що має видиму зоряну величину в смузі V приблизно  9,5.
Вона  розташована на відстані близько 1725,7 світлових років від Сонця.